# Бундаберг (регіон)
24°49′58″ пд. ш. 152°27′36″ сх. д. / 24.832680555556° пд. ш. 152.45991388889° сх. д.
Регіон Бундаберг (англ. Bundaberg Region) — район місцевого самоврядування в регіоні Вайд-Бей-Барнетт штату Квінсленд на північному сході Австралії. Регіон створений у 2008 році внаслідок злиття міста Бундаберг з ширами Барнетт, Ісіс та Колан. Населення регіону становить понад 95 тис. осіб.